# 해양법

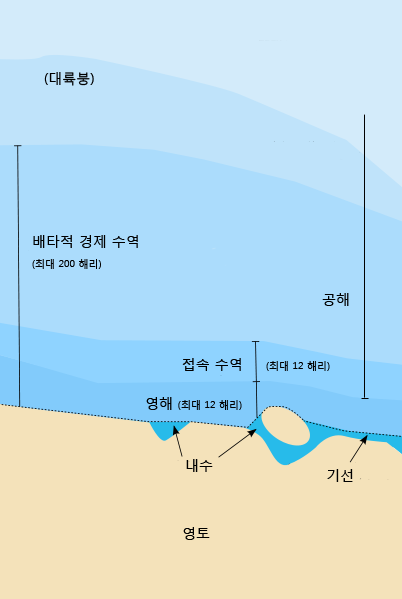

해양법(海洋法)은 공해의 이용에 관한 것 등 해양에 관련된 법규의 총칭을 말한다. 1958년 일련의 조약인 이른바 제네바 해양법 협약을 거쳐 제3차 유엔 해양법 회의(United Nations Conference on the Law of the Sea)의 성과인 1982년 해양법에 관한 국제연합 협약(United Nations Convention on the Law Of the Sea)이 현재의 주요 국제 해양법 조약이다. 이 조약은 심해저의 지위에 대해 선진국과 개발 도상국과의 대립으로 인해 발효가 늦어지고 있었으며, 1994년 유엔 해양법 협약 제11부 실시 협정의 성립에 의해 발효되기 시작했다.
해양법은 개인, 국제기구 또는 기업과 같은 사적 당사자 간의 해양 문제 및 분쟁에 관한 해양법 과 구별되어야 한다. . 그러나 해양법 시행에 중요한 역할을 하는 유엔 기구인 국제해사기구(International Maritime Organization)도 해양법의 특정 규칙과 표준을 개발, 성문화 및 규제하는 데 도움을 준다

## 해양법의 인정과 집행
UNCLOS는 UN의 후원으로 창설되었지만, UNCLOS는 그 실행에서 직접적인 운영 역할은 없다. 그러나 유엔 전문기관인 국제해사기구는 정부간 포경위원회, 국제해사기구와 함께 협약의 특정 조항을 감시하고 집행하는 역할을 한다.국제해저기구(ISA)는 국제해저구역의 모든 광물 관련 활동을 영토의 한계를 넘어 조직, 규제 및 통제하기 위해 협약에 의해 설립되었다.
UNCLOS는 독일 함부르크에 국제해양법재판소(ITLOS)를 설립하여 조약의 해석과 적용에 관한 모든 분쟁을 판결하였다. 심사위원이 다양한 국가에서 선출되었다. EEZ가 매우 광범위하기 때문에, 많은 ITLOS 사례들이 주들 사이의 해양 경계에 대한 경쟁 청구와 관련이 있다. 2024년 현재 ITLOS는 32건의 사례를 해결했다.사례 목록</r

## 역사
해양 문제에 관한 법전의 초기 예로는 기원전 600년에서 800년 사이에 공포된 로디아 해법이 있다.E. 지중해의 무역과 항해를 통치하기 위해. 유럽 중세 시대에는 비잔티움 제국의 법에서 따온 올레론의 법전과 같은 해양법도 만들어졌다.해양법칙및 위스바이법칙한자 동맹의 상업 도시 국가들 사이에서 제정된 위스비 법전이다.
그러나 바다의 "공공" 국제법의 가장 오래된 공식은 17세기 유럽으로, 전 세계 바다를 가로지르는 항해, 탐험, 무역의 시대를 경험했다. 포르투갈과 스페인은 그들이 발견한 육로와 해로에 대한 권리를 주장하면서 이러한 추세를 주도했다. 스페인은 태평양을 마어 클로섬으로 여겼다.—는 아시아에 있는 필리핀의 영토를 보호하기 위해 말 그대로 다른 해군들의 출입이 금지된 바다이다. 마찬가지로 대서양에서 유일하게 알려진 입구로, 마젤란 해협은 정기적으로 스페인 함대에 의해 외국 선박의 입항을 막기 위해 순찰되었다. 1455년 교황청 황소 로마누스 폰티펙스'(1455년)는 포르투갈이 육지 근해에서 항해, 무역, 어업에 대한 독점권을 인정했고, 이를 근거로 포르투갈은 동인도 무역에 대한 독점권을 주장하여 다른 유럽 해군 세력들의 반발을 불러일으켰다.
해상 무역에 대한 경쟁이 치열해지는 가운데, 일반적으로 국제법의 아버지로 여겨지는 네덜란드의 법학자이자 철학자인 후고 그로티우스는 1609년에 출판된 《해상의 자유》("Mare Liberum")를 저술했는데, 이 책은 바다가 국제 수역이며, 따라서 모든 국가가 자유라는 원칙을 제시하였다.O무역에 사용된다. 그는 "모든 국가마다 다른 국가로, 그리고 그것과 교환을 여행하시는데 무료이다. 따라서, 있었던 권리를 무고한 단락에 대해서 땅과 비슷한 권리의LSB- 무해 통항.해결에 바다. 그로티우스는 땅과는 달리,에 오인의 군주, 바다 공기, 모든의 공통적인 속성에 가까웠다 그들 관할권 경계를 할 수 있는 것을 관찰했다.
해양은는 이 수업에 두가지 이유로 속해 있다. 첫째, 직업의;그리고 두번째의 일반적인 사용 모든 사람들을 운명할 수 없다. 때문에 어떠한 사건의 그것이 될 수 없는 소유 할지, 항법의 관점거나 어업의 생각하지만 전체의 사용을 같은 이유로 바다 모두에게필요하다.
그로티우스, 영어 법학자경우에는 존 셀던의 바다:월면 Clausum""바다로 예산의 지상파 영토로 주권을에 의해 수 있는데 논쟁에 대응하여 쓴다. |셀던은 그로티우스의 전제를 거부하면서 바다가 육지와 다르게 취급될 수 있는 역사적 근거도, 바다의 지배권을 행사하지 못하도록 한 바다의 본질에 내재된 어떤 것도 없다고 주장했다.본질적으로, 국제법은 바다에 대한 국가 관할권의 새로운 틀을 수용하도록 진화할 수 있다.  점점 더 많은 나라들이 전 세계로 해군력을 확장하기 시작하면서, 외해에 대한 상반된 주장들이 늘어났다. 이것은 해양 국가들이 그들의 입장을 완화시키고 육지에서 바다로 그들의 관할권을 제한하도록 자극했다. 이는 네덜란드의 법률 이론가 코르넬리우스 판 빈커르쇠크가 제시한 타협적 입장에 의해 도움을 받았다.